# Nau industrial de Can Dugenie
La Nau industrial de Can Dugenie és una obra de Castellterçol (Moianès) inclosa a l'Inventari del Patrimoni Arquitectònic de Catalunya.

## Descripció
Can Dugenie consta de dues naus de planta rectangular cobertes a dues aigües. La façana frontal està alineada a la carretera de Granera i integra grans finestrals d'arcs rebaixats.

## Història
Fundada a principis del segle xx, la Fàbrica Dugenie havia estat un dels centres de producció tèxtil més importants de Castellterçol. Va tancar les portes a la dècada dels 50 del segle xx.